# Aeroporto di Taipei-Taoyuan
L'Aeroporto di Taiwan-Taoyuan  (臺灣桃園國際機場S, Táiwān Táoyuán Gúojì JīchǎngP)  è un aeroporto situato vicino a Taoyuan, nella Repubblica di Cina (Taiwan). L'aeroporto è hub per le compagnie aeree China Airlines ed EVA Air.
Aperto nel 1979 con il nome di Chiang Kai-shek International Airport, è stato rinominato nel 2006.

## Accesso
L'aeroporto di Taipei-Taoyuan è collegato con la capitale taiwanese da numerosi collegamenti autobus di linea, e il tempo di percorrenza si attesta attorno ai 50-60 minuti a seconda della destinazione nella città.
Al momento l'aeroporto non è dotato di un collegamento via ferro con la città, ma è in costruzione la linea MRT Taiyouan aeroporto, che dal 2015 si integrerà con la metropolitana di Taipei. Per ora sono disponibili bus che collegono l'aeroporto con la stazione di Taoyuan dove passa la ferrovia ad alta velocità di Taiwan che raggiunge Taipei in 20 minuti.